# Casa Blanca (El Salvador)

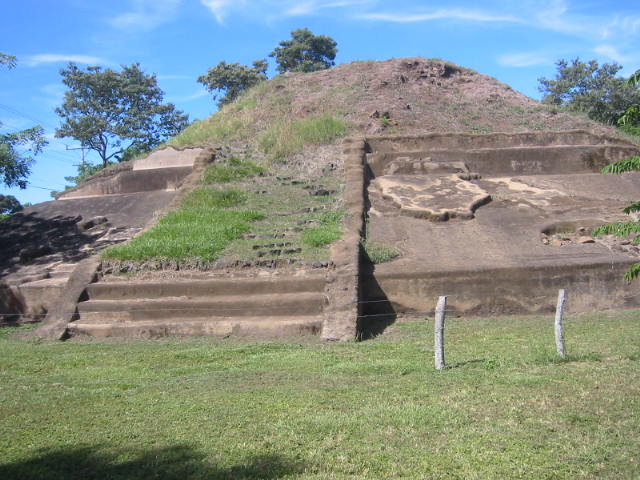
Casa Blanca – Pyramide Nr. 1; deutlich erkennbar ist die große Abstufung auf etwa halber Höhe des Bauwerks. Einige Stuckreste scheinen noch original zu sein.

Casa Blanca (weißes Haus) ist die spanische Bezeichnung einer präkolumbischen Ruinenstätte der Maya im Departamento Santa Ana in El Salvador.

## Lage
Die Ruinenstätte liegt etwa einen Kilometer nördlich der Maya-Stätte von Tazumal im Nordosten der Stadt Chalchuapa in einer Höhe von etwa 700 m ü. d. M. Bis zur Hauptstadt San Salvador sind es knapp 80 km (Fahrtstrecke) in südöstlicher Richtung. Die Maya-Stadt Copán im heutigen Honduras ist etwa 300 km (Fahrtstrecke) bzw. 200 km (Luftlinie) entfernt.

## Geschichte
Nach bisherigen Erkenntnissen war die Stätte schon in präklassischer Zeit (ca. 500 v. Chr. bis ca. 250 n. Chr.) besiedelt; sie wäre somit – nach bisherigem Forschungsstand – älter als das benachbarte Tazumal. In ihrer Blütezeit trieb der Ort möglicherweise Handel und kulturellen Austausch mit Copán und Tikal – jedenfalls wurden Keramiken gefunden, die darauf hinweisen könnten. Das Ende der Besiedlung dürfte dem von Tazumal und San Andrés nahekommen (ca. 1200 n. Chr.). Doch auch für die Zeit danach gibt es Anzeichen für ein Weiterleben von Casa Blanca als lokale oder regionale Kultstätte.

## Ruinenstätte
Die in ihrer Größe von etwa sechs Hektar in etwa mit Tazumal vergleichbare Anlage ist nur wenig restauriert bzw. rekonstruiert worden. Die archäologische Zone beinhaltet immerhin drei Tempelpyramiden und einige andere Strukturen. Bemerkenswert ist die Tatsache, dass die Pyramiden horizontal – zusätzlich zu den üblichen kleineren Abstufungen – zweigeteilt sind – ein Charakteristikum, welches sich auch in San Andres und ansatzweise auch in Tazumal findet.
Vor der Pyramide Nr. 5 steht eine etwa einen Meter hohe basaltische Stele mit einem quadratischen Grundriss, die zusammen mit einer auf dem Boden liegenden oder nur leicht erhöhten Steinplatte einen sogenannten „Altar-Stele-Komplex“ gebildet hat – ansonsten wurden in Casa Blanca keine Stelen entdeckt.

## Museum
Das lokale Museum bietet in erster Linie eine Vielzahl von Krügen, Schalen, Vasen etc., die als Grabbeigaben gefunden wurden und zumeist in die präklassische Zeit (ca. 250 v. Chr. bis 250 n. Chr.) datiert werden. Auch Exponate aus der nördlich anschließenden archäologischen Zone von El Trapiche sind hier ausgestellt. Unmittelbar neben dem Museum befindet sich ein – von Archäologen gegrabener – etwa 15 m tiefer Schacht, der den Blick auf ein geologisches Schnittprofil durch verschiedene Kulturhorizonte und vulkanische Ascheschichten freigibt.